# Большая Осиновая
Больша́я Оси́новая — река в Чукотском автономном округе России. Левый приток Юрумкувеема. Течёт по территории Иультинского и Анадырского районов. Длина реки равна 288 км. Площадь водосборного бассейна составляет 8590 км².
Начинается между горой Продлённая и хребтом Узловые горы. Течёт сначала на запад по горам, потом — на юг и юго-запад по межгорной долине, безлесой и частично заболоченной, петляя и делясь на рукава. Ниже устья Блестящей долина расширяется, река и её притоки текут множеством проток по заболоченной тундре. В долине реки много озёр (крупнейшие — Блестящее, Ковляетыгытгын, Пенное, Баранье), присутствуют наледи. В низовьях — обилие мелких озёр. Впадает в Юрумкувеем слева в 145 км от устья на высоте 90 м над уровнем моря.

## Притоки
Объекты перечислены по порядку от устья к истоку.
- 2 км: Телеуккайвеем[9] (лв)
- 9 км: Энмыкайваам[9] (лв)
- 12 км: река без названия (лв)
- 12 км: Неуловимый[9] (лв)
- 30 км: Моховая[2] (пр)
- 54 км: Чировая[2] (лв)
- 65 км: Тыльпэгыргын[2] (лв)
- 73 км: Элергытгыпэльгывеем[2] (лв)
- 77 км: Желтая[2] (пр)
- 82 км: Голубичная[2] (пр)
- 91 км: Тэлекэйнэйвеем[2] (пр)
- 96 км: Проточный[2] (лв)
- 104 км: Кааратчельгываам[2] (лв)
- 106 км: Междуречная[2] (пр)
- 111 км: Морошковая[2] (пр)
- 118 км: река без названия
- 120 км: река без названия
- 120 км: Ильгывеем[2] (лв)
- 134 км: Проходная[2] (пр)
- 142 км: Гытчанвеем[2] (лв)
- 144 км: Малая Осиновая[2] (пр)
- 145 км: река без названия (лв)
- 148 км: Койчинейвеем[2] (лв)
- 150 км: Куйвинейвеем[2] (лв)
- 158 км: Порванная[2] (пр)
- 160 км: Матачамкываам[2] (пр)
- 168 км: Командная[2] (пр)
- 174 км: Кустарниковая[2] (лв)
- 179 км: Лесная[2] (пр)
- 180 км: Ковлятываам[2] (лв)
- 184 км: река без названия (пр)
- 193 км: река без названия (пр)
- 196 км: Широкая[8] (пр)
- 197 км: Блестящая[8] (лв)
- 200 км: река без названия[8] (пр)
- 208 км: Неутомимая[7] (лв)
- 210 км: Малая Осиновая[7] (пр)
- 217 км: Гагарья[7] (лв)
- 222 км: Талягрыткын[7] (лв)
- 222 км: Лисий[7] (лв)
- 236 км: Ледяной[7] (пр)
- 248 км: река без названия (лв)
- 250 км: Охотничья[7] (лв)
- 254 км: Убедительный[7] (пр)
- 258 км: Шикшевая[7] (лв)
- 265 км: Условный[7] (пр)
- 265 км: Лисий[7] (пр)
- 270 км: река без названия (пр)
- 276 км: Гнутый[7] (пр)

## Данные водного реестра
По данным государственного водного реестра России относится к Анадыро-Колымскому бассейновому округу, водохозяйственный участок реки — Анадырь от впадения р. Майн до устья. Речной бассейн реки — Анадырь.
Код объекта в государственном водном реестре — 19050000212119000117066.